# 해저

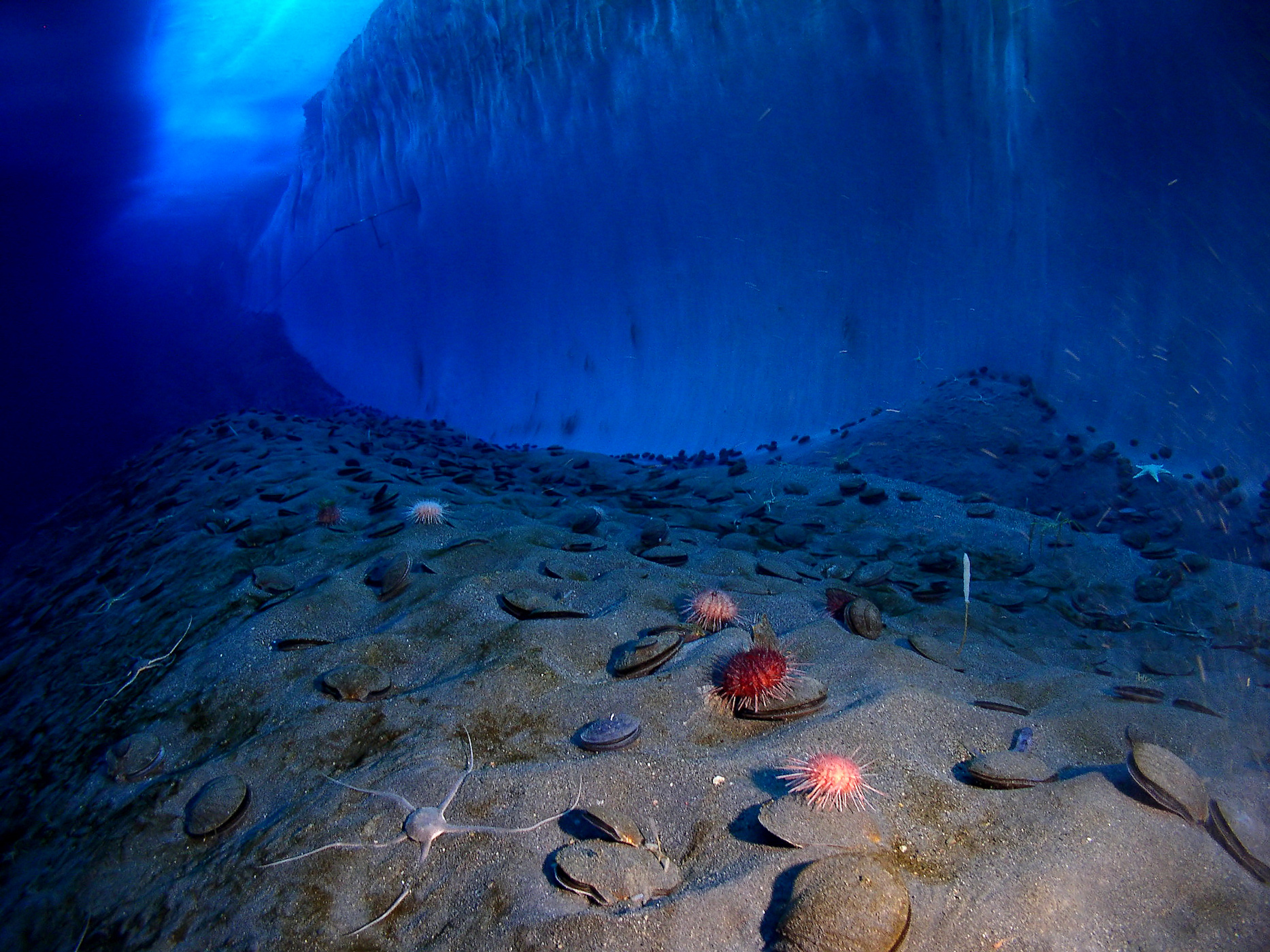

해저(海底)는 해양의 바닥을 뜻하는 용어이다. 두꺼운 퇴적물로 이루어진 대륙붕의 바닥을 대륙대라고 부른다. 해저지형은 DSV 앨빈호와 같은 심해잠수정을 이용해 조사하고 있으며, 어떤 경우에는 스쿠버 다이버들이 특수한 장비를 가지고 조사하는 경우도 있다. 해저는 그 수심에 따라 식생이 달라지는데, 태양광선이 직접 닿는 얕은 해저에는 여러 가지 생물이 활발하게 활동하는 한편, 닿지 않는 깊은 해저에는 생물의 종류가 한정되어있다. 현재 해저에서는 해저확장설에 의해 계속해서 새로운 물질이 보고되고 있다.

## 구분

바다의 주요 구분

해수대의 층.

표해수대(Epipelagic Zone{에피펠래직존})는 우리가 직접 접하여서 흔히보는 바다이며 투광층이나 유광층 또는 진광대나 진광층이라고도 불린다. 표해수층이나 표해수조로도 불리기도하며 이곳부터 점심해수층까지는 대륙판으로 구성된 경우가 많다. 또한 육지와 가까운 해역이나 해안엔 산호초가 발달해있기도 하며 해변이 발달한곳에는 모래나 자갈 등이 촉촉하고 고우며 부드러운 모래나 흙이 퇴적되어서 해수욕장이나 관광지를 형성하기도 한다. 또한 바람 등 풍랑의 영향에 의한 것과 그밖에 바다 외적인 요인들에 인하여 파도도 치게되며 환경의 변화가 있기 때문에 이곳에 서식하는 다양하고 수많은 생물들은 기후와 날씨뿐만 아니라 파도에도 적응해야하고 그밖의 변수에 의한 여러 다른 요인에 인하는 환경변화에도 적응해야한다. 바닷가에 사는 새종류인 바닷새들도 이곳에서 먹이사냥을 하며 바다생물들의 3분에 1를 차지할 정도로 생명의 보고이고 수많은 바다생물들을 쏠쏠히 만날 수 있는 중요한 터전이다. 또한 빛이 충분히 많이 들어오므로 그에 따라서 광합성이 가능하기 때문에 해조류와 해초, 식물플랑크톤이 살 수 있으며 그에 따라서 자연히 산소와 양분의 함유랑과 농축도가 높고 큰 몸집을 가진 바다생물들이 매우 많으며 생물들의 개체수와 밀집도도 아주 높다. 또한 이곳에서 살아가는 생물들 중에서는 가끔씩 해수면의 육지로 올라오거나 일광욕을 즐기는 종도 있다. 먹이, 산소, 양분 등 모든것이 풍족해 그에 따라 우리가 흔히아는 대부분의 바다생물들에 안식처가 되며 거대바다생물들도 대다수들이 이곳을 기반으로 하여 삶의 터전으로 삼아가면서 살아가게된다. 수심은 0m~200m까지이며 이곳에는 빛도 아주 잘들어오는데다 그러한 햇볕에 의하여 바닷물이 데워지므로 바다의 색은 일반적으로 푸른색을 띄게되며 수온은 20°이상으로 높다.
중심해수대(Mesopelagic Zone{메소펠래직존})는 본격적인 심해의 시작과 서막을 알리고있는 첫관문으로써 수심 200m~1000m사이의 수층을 가리킨다. 진짜 심해라고 보기엔 너무 얕은 깊이지만 그래도 표해수층보단 빛이 부족하다. 이곳부턴 심해가 시작되려는 구간이기 때문에 표해수층에 비해서 들어오는 빛이 눈에 띄게 줄어들고 시각반응만 일으키는 약간의 어스름한 빛만 들어오므로 박광층이나 약광층 또는 미광층이나 희광층이라 불리기도 한다. 광합성을 하는데 필요한 빛이 부족하여서 바다의 색은 어두운 푸른색을 띄며 해조류나 해초, 식물성플랑크톤은 살수없지만 대부분의 심해생물이라 불리는 생물들의 안식처이고 심해생물 중 몸집이 거대하다는 생물은 여기에만 서식하며 그이상의 깊은 진짜 심해는 생활에 필수요소인 먹이와 양분과 산소 등이 모두 부족하여서 거대한 생물은 살기에 부족한 환경이다. 따라서 그이상의 진짜 심해인 하층구간엔 대부분 몸집이 30cm이내의 소형종의 작은생물만 살아간다. 또한 이곳은 마린스노우라 불리는 눈이 내리기도 하는데 이것은 심해생물들에게는 매우 중요하고 유용한 양식이 된다. 일반적으로 대륙붕구간을 포함하며 해양동물학에서는 이곳부터 심해라고 부르지만 해양학에서는 2000m이상이 되는 점심해수층구간부터 심해로 부르며 인정한다. 수온은 10°~15°정도 된다
점심해수대(Bathypelagic Zone{배티펠래직존})는 상부 심해저대라고도 하는데, 그보다 얕은 상부의 영역인 표해수층과 중심해의 영향을 받고 있다. 이곳부터 자외선을 포함한 햇빛이 전혀닫지 않는 암흑층인 무광층에 속하며 이에 따라 이곳부터 바다의 색은 완전한 검은색을 띄게되고 이곳부터는 파도나 날씨에 따른 기후변화 등 환경을 바꿀만한 요인들이 없어 일정하기 때문에 환경의 변화에 적응할 필요가 없다. 사람과 일반잠수정과 잠수함은 높은 수압으로 인해 출입이 불가능하며 이곳부턴 천해와 중심해에서는 볼수없는 풍경이 펼쳐지게되고 심해탐사를 목적으로 특화되어 숙달된 심해잠수정만 진출이 가능하다. 또한 여기에 사는 생물은 밤낮으로 이동하여 표해수층이나 중심해까지 도달하기도 하여서 사는 수심이 일정하지 않는데 아마 먹이가 녹록하지못하여 부족한 심해에서 일용한 먹이가 좀더 넉넉한 곳인 상부영역의 천해와 중심해로 올라와 먹이를 사냥하거나 번식기에는 천해나 중심해로 올라와 종족의 무궁한 번성을 위해 짝짓기를 하고 산란과 수정도 하기위한 것일수도 있으며 종종 심해생물 중 어린 개체는 상부수층으로 올라와서 생활하는 것도 있기 때문인걸로 보인다. 심해저대 다음으로써 바다에서 차지하는 비중이 높으며 주로 대륙붕이 끝나고 그아래에 위치한 대륙사면으로 되어있는 경우가 대다수를 차지해 매우 많다. 한편으로는 이곳의 해저대부터는 경저가 현저히 적어지고 진흙의 비중이 굉장히 많아지게되며, 수심은 1000m~3000m이고 수온은 4 ~ 10°C이다.
심해저대(Abyssal Zone{어비설존})는 지구상에서 71%를 점유하여서 차지하는 바다 중에서도 가장 넓은 90%이상을 차지하고 있으며 아주 폭넖게는 7대양을 포함해서 대부분의 바다에 평탄한 밑바닥이 바로 여기에 해당된다. 바다에서도 가로와 세로의 넓이와 위아래의 넓이인 종횡과 상하에 즉 동서남북의 모든쪽에서 제일 휑할 정도로 광활한 넓이를 자랑하며 주로 연니(부유생물의 유해가 쌓여서 된 무른 흙) 등이 많이 분포하고 대부분의 지각이 현무암질의 해양지각으로 구성되어있는 경우가 매우 많은데 이건 해령이라는 해저산맥에 의해 마그마가 분출되어 새로운 해양 지각이 탄생되고 형성되는 지형의 영향도 있다. 주로 해양판으로 구성되어서 이루어져있게되며 수심은 3,000 ~ 6,000m로, 점심해수층들의 어류는 자신을 보호하기위한 보호색으로 흑색의 종류가 많은데 비하여, 여기서는 오히려 엷은색의 것이 나타나고 흰색인 것도 있다. 또한 이곳에 사는 새우류의 몸빛깔은 붉은색과 연분홍색이다. 또 수많은 생물종류가 발광기를 지니고 있다. 열수분출공같은 특이한 자연도 있으며 주로 화산에 따른 용암과 마그마에 의해 형성되어서 만들어지게되고 바다의 온천이라고 불린다. 이곳은 지구상의 다른곳과 확연히 구분되는 암묵적이고 품위있는 생태계를 형성하고 있으며 수온은 350°~400°로 매우 높은데 이것은 지하에 산재해있는 마그마와 지열에 의해 바닷물이 데워지기 때문이다. 또한 이곳은 10m당 1기압씩 높아지는 수압이 굉장히 쎄게 작용해서 이런 온도에서도 물이 전혀 기화되지 않는다. 또한 황화수소나 이산화탄소와 금속같은 여러 가지 물질들이 녹아있는 농도가 매우 많은데 보통의 육상생물들과 해양생물들에게는 매우 위험한 유독물이지만 이곳에서 사는 생물들에겐 생명의 원천이다. 또한 기존에서는 아프리카개미가 제일 열에 잘견디며 온도 50°가 생물이 생활할 수 있는 제일 최고의 온도이자 마지노선으로 생각됐지만 이곳에서 폼페이벌레의 발견으로 그러한 기록이 새롭게 등재되어 경신되었다. 이생물은 110°가 넘는 고온의 물에서도 충분히 살아갈 수 있으며 몸의 온도차이가 상반신과 하반신으로 80°이상이 나도 생존이 가능하다. 이곳은 지구에 존재하는 곳 중에서도 가장 생물의 종류가 복잡하고 매우 다양하며 심해의 오아시스라고 불리기도하고 태양광에 의존하지 않는 매우 독특하고 충만한 생태계를 유지하고있다. 이는 열대우림보다도 매우 번창한 모습으로 호열성세균을 필두로 해서 관벌레 등이 서식하며 그밖에도 게나 새우류 등도 보이고 어류와 문어도 서식해 밀림보다도 생물다양성이 높아 장미정원같다고 기록하여 얘기한 학자도 있다. 또한 보통 두족류는 깊은 곳에 사는 것일수록 근육질이 빈약해지므로, 표층생활자가 강력한 근육을 내포하여 가지고있는 유영자인데 비하여 여기의 것들은 한천질(우무질)이 풍부한 강장동물을 닮은 부유자이다. 수온은 4°C 이하로 연중 내내 변하지 않는다.
초심해저대(Hadal Zone{하달존})는 자그마치 수심이 6,000m 이상인 가장 깊은 부분으로서 주로 해구로 된 환경이며, 수온은 1 ~ 2°C 정도이다. 대륙판과 해양판이 만나는 구간이나 해양판과 해양판이 만나 형성되는 경우가 많고 우주만큼이나 이곳도 사람들에게 알려진게 없는 미지의 세계이며 우주에서 달에 직접 가본 사람은 많지만 이곳을 직접적으로 탐사한 사람들은 뜸할 정도로 드문만큼 앞으로도  우주산업과 함께 무궁무진한 가능성이 쭉쭉 쏟아지는 곳이다. 이곳에도 미약하게나마 물의 흐름이 있으며, 해구끼리의 연결이 적어서 각 해구마다 부족류·해삼류 등이 뿔뿔히 흩어져 독립적으로 분화되었으므로 각각의 해구에는 고유종이 살아나가고 있다. 또한 이곳에서도 꼼치류같이 학술적으로도 가치가 있는 희귀한 심해어가 살고있으며 수심 7700M~8200M사이에 서식하고있다. 아울러 1만m를 넘는 최심부같이 도저히 생물이라고는 살지 않을 것 같은 아주깊은 곳에서도 동물이 존재하고 있음이 밝혀졌다.

## 해저지형의 조사
해저지형을 조사하기 위해서는 예부터 밧줄 끝에 추를 단 것으로 깊이를 재는 방법을 기본으로 삼고 있었다. 현재로서는 음향측심기(音響測深器)에 의하여 배의 항적(航跡)을 따른 바다의 깊이가 자동적으로 또 연속적으로 기록되는 장치가 사용되고 있다. 옛날 바다의 깊이를 재는 단위로서는 한국에서는 길(1.5m), 패덤(1.8m)이 쓰이고 있었다. 이것들은 둘 다 양팔을 폈을 때의 길이이다. 그러나 오늘에는 많은 나라에서 미터(m)가 사용되고 있다. 깊이의 기준은 육지에서의 높이의 기준(중등조위(中等潮位))과는 달라, 해면이 가장 낮아졌을 때(최저 저조위(底潮位))로 삼는다. 이는 선박 항행의 안전을 도모하기 위한 것이다. 이렇게 하여 측량된 해저의 지형을 종합하여 해도(海圖)가 만들어진다. 또한 지구 전체의 해저지형은 모나코에 있는 국제 수로국에서 다색(多色) 인쇄 24도엽(圖葉)의 해도로서 간행되고 있다.  또한 해안에서 앞바다로 지저(地底)지형의 단면을 만들어 이를 대략 구분하면, 대륙붕(大陸棚)·대륙사면(斜面)·해구·대양저(大洋底)로 된다.

## 해저퇴적물
해저에 퇴적되어 있는 토사(土砂)나 생물의 유해는 해저지형의 구분에 대응한 퇴적 환경마다 각각 다른 특징을 갖고 분포하고 있다. 대륙붕 위의 퇴적물 중 연안 근처를 제외한 앞바다의 퇴적물은 빙하시대의 저해수면기(底海水面期)에 운반된 연안 퇴적물이 그 후의 해면 상승에 따라 처져 남게 된 화석 퇴적물이다. 대륙붕이 육지였을 때 그 위를 흐르고 있던 하천이 운반하여 만든 사금·사철(砂鐵) 따위의 표사광상(漂砂鑛床)이 현재 세계 각국에서 개발되고 있다. 또한 북해나 베링(Bering)해의 퇴적물 중에는 일찍이 그 곳에 살았던 맘모스 등의 화석이 발견되는 일이 많다.  대륙사면을 특징짓는 퇴적물은 청니(靑泥)이다. 퇴적물의 빛깔은 퇴적환경을 알아보는 데 중요한 실마리가 된다. 청니의 색은 환원철(還元鐵)이 나타내는 빛깔로서, 이것은 해수의 유통이 심하지 않은 경우 산화되지 않는 퇴적물 중의 유기물을 배지(培地)로 하는 황산환원균의 영향에 의한 것이다. 또한 대륙사면 위에도 조립(粗粒)퇴적물이 분포하는 수가 있는데, 그 기원에 대해서는 현재의 해저에서 흘러 내려간 것이라고 하는 설과 지각과 해면의 변동으로 해저에 모이게 된 제3기(紀) 말기의 퇴적물이라고 하는 설이 있다. 대양저를 덮는 심해퇴적물을 대별하면, 저위도 지방에 널리 분포하는 석회질 연니(軟泥：유공충·코트코리스 등으로 됨), 중위도 지방에 분포하는 육원성(陸源性)의 붉은 진흙, 고위도 지방에서 볼 수 있는 규조연니(硅藻軟泥) 등으로 구분된다.

## 같이 보기
- 망간 단괴
- 해수대